# The Atlas Six
The Atlas Six – amerykańska powieść fantasy napisana przez Olivię Blake. To pierwsza część trylogii opowiadająca o sześciu potężnych młodych użytkownikach magii (Medejach), którzy mają szansę na dołączenie do tajnego Towarzystwa Aleksandryjskiego. Powieść początkowo została opublikowana przez autorkę metodą samopublikowania za pośrednictwem Kindle na początku 2020 roku, a w 2021 została wydana przez Tor Books. W marcu 2022 ukazała się wersja poprawiona. Polskie wydanie ukazało się nakładem You&YA w tłumaczeniu Stanisława Bończyka w październiku 2022. W 2022 ukazała się druga część trylogii, The Atlas Paradox, a w 2024 trzecia pod tytułem The Atlas Complex.
Powieść została uznana za „sensację BookToka”, czyli społeczności czytelników literatury, publikujących na platformie TikTok.

## Odbiór
Powieść pojawiła się na trzecim miejscu listy bestsellerów dziennika „The New York Times”.
W grudniu 2021 Deadline poinformowało, że Amazon Studios wykupiło prawo do ekranizacji powieści na małym ekranie. Serialowa adaptacja ma być tworzona wraz z Brightstar Studious. Blake ma być producentką wykonawczą.

## Bohaterowie
- Nico de Varona – włada magią fizyczną (atomową)
- Libby Rhodes – włada magą fizyczną
- Parisa Kamali – włada telepatią
- Reina Mori – włada magią natury
- Tristan Caine – włada magią fizyczną (kwantową)
- Callum Nova – włada empatią (manipulacja emocjami)